# Lubień Wielki (stacja kolejowa)
Lubień Wielki (ukr. Любень-Великий, ros. Любень-Великий) – stacja kolejowa w miejscowości Lubień Wielki, w rejonie lwowskim, w obwodzie lwowskim, na Ukrainie.
Stacja istniała przed II wojną światową. Ukraińska nazwa stacji różni się od ukraińskojęzycznej nazwy miejscowości zapisem, jak i zachowaniem przedwojennego, polskiego szyku (miejscowość Lubień Wielki po ukraińsku zapisuje się Великий Любінь (trb. Wełykyj Lubiń), zaś nazwę stacji Любень-Великий (trb. Lubeń-Wełykyj)